# اشنن
اشنن (به فرانسوی: Échenon) یک کمون در فرانسه با جمعیت ۶۸۰ نفر است که در Canton of Saint-Jean-de-Losne واقع شده‌است.